# Limba greacă dorică

Distribuţia dialectelor greceşti, cca. 400 î.Hr.

Pentru dialectul doric modern al Scoției, vezi Dialectul doric (Scoția)
Greaca dorică este o ramură antică a limbii grecești. În perioada  clasică, dialectele ei erau vorbite în Peloponesul sudic și estic,  în Creta, Rhodos, unele insule din sudul Mării Egee, unele orașe de  pe coastele Asiei Minor, sudul Italiei, Sicilia, Epir și Macedonia.
Se acceptă, în general, că doricul provine din Munții Epirului, din nord-vestul  Greciei, locul de baștină al grecilor dorieni. Dialectul s-a  extins în toate celelalte regiuni în timpul invaziei doriene (circa  1150 î.Hr.) și a colonizării ulterioare. Prezența unui stat doric (Doris) în Grecia centrală, la nord de Golful Corint, a condus la teoria că  dialectul doric provine din Grecia de nord-vest sau poate de dincolo de Balcani. Totuși,  nu se știe exact unde era granița preistorică și dacă îi cuprindea și pe macedonenii antici (vezi Tableta blestemului Pella).

## Dialecte dorice
Depinde de clasificarea aleasă dacă grupul de dialecte dorice se potrivește cu clasificarea completă  a dialectelor vechi grecești. Mai multe puncte de vedere sunt expuse în articolul Dialecte grecești. Părerea răspândită în majoritatea punctelor de vedere expuse este că doricul e  un subgrup al limbii grecești vestice. Unii folosesc termenii greacă nordică sau  greacă nord-vestică în loc de greacă dorică. Distincția geografică este doar verbală, căci greaca dorică era vorbită la sud de "greaca  sudică" sau "sudestică".
Denumirea de "greacă nordică" se bazează pe presupunerea că dorienii au venit dinspre nord și pe faptul că doricul este strâns înrudit cu greaca nordic-vestică. Nu se cunoaște când a început diferențierea celor două dialecte. E posibil ca toți "nordicii" să fi vorbit un singur dialect până  la invazia dorienilor; în mod sigur, dialectul doric nu ar fi putut să se diferențieze în dialectele ei clasice, decât atunci când dorienii ajunseseră în sud. Astfel, greaca vestică este cel mai potrivit nume pentru dialectele clasice.
Greaca tsakoniană este o limbă din ramura doriană care a  supraviețuit, descendentă a doricului laconian (spartan), vorbit încă pe coasta sudică Argolidică a Peloponesului, în prefectura modernă a Arcadiei. Astăzi, tsakoniana este o sursă  de mare interes pentru lingviști, și o limbă aflată în prag de dispariție. 
Dialectele grupului doric sunt următoarele:

### Laconian, heraclian

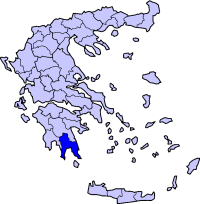
Harta Laconiei

Laconiana era vorbită de populația Laconiei din Peloponesul de Sud și,  de asemenea, de coloniile sale, Tarentum și Heraclea (Lucania), în sudul  Italiei. Laconia era scaunul Spartei antice.
Laconiana e atestată în inscripții pe vase de lut și piatră din secolul VII î.Hr. O  dedicație către Elena datează din al doilea sfert al secolului VII î.Hr. Tarentum a fost  fondat în anul 706 î.Hr. Trebuie ca fondatorii să fi vorbit deja dialectul laconic.
Au supraviețuit multe documente din statul Sparta, ai cărui cetățeni se numeau  lacedemonieni,  după numele văii în care locuiau. Homer o numește "Lacedemon scorburos",  deși se referă la o perioadă predoriană. Poetul spartan din secolul VII î.Hr.,  Alcman, folosea un dialect pe care unii îl consideră a fi predominant laconian. Filoxene  (Philoxenus) din Alexandria a scris un tratat numit Despre dialectul laconian.

### Argolic

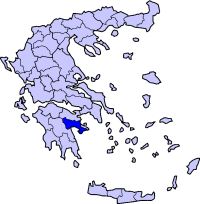
Harta Argolisului

Argolica era vorbită în Peloponesul nord-estic dens colonizat, de exemplu, în  Argos, Micene, Hermione, Troezen, Epidaurus, până aproape de Atena,  în insula Egina. Având în vedere că greaca miceniană a fost vorbită  în această regiune în timpul epocii de bronz, este clar că dorienii  au invadat-o, dar nu au putut să cucerească Attica. Dorienii au continuat invazia de la Argos la  Creta și Rhodos.
Există numeroase inscripții cu conținut legal, politic și religios, datând cel târziu din  secolul VI î.Hr.

### Corintinean

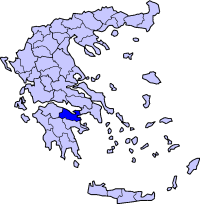
Harta Corintului

Dialectul corintinean a fost vorbit mai întâi in regiunea de istm dintre Pelopones și  țărmurile Greciei; adică în Istmul Corintului. Orașele și statele regiunii  dialectului corintinean erau Corint, Sicyon, Cleone, Flius, coloniile  Corintului din Grecia de Vest: Corcyra, Leucas, Anactorium, Ambracia și  altele, și coloniile Cercyra: Dyrrachium, Apollonia.  Cele mai vechi  inscripții Arhivat în 11 octombrie 2008, la Wayback Machine. din Corint datează de la începutul secolului VI î.Hr. Ele folosesc un alfabet  corintinean epihoric (vezi Limba greacă atică).
Corintul contrazice prejudecata că dorienii ar fi fost militariști rustici, așa cum se  consideră despre vorbitorii de laconiană. Poziționat pe o rută comercială internațională,   Corintul a jucat un rol principal în recivilizarea Greciei, după secolele de dezordine și  izolare ce au urmat declinului Greciei miceniene.

## Dialecte grecești de nord-vest
Grupul greacăi nord-vestice este strâns înrudit cu grupul doric, iar uneori nu există deosebire între dorică și dialectul nord-vestic. Fie că este considerat ca făcând parte din grupul doric sau că doricul face parte din grupul nord-vestic, ori că cele două sunt subgrupe ale greacăi vestice, aceasta nu este decât o distincție verbală: dialectele și gruparea lor rămân aceleași. Dialectele grecești de nord-vest diferă de cele din grupul doric în două însușiri generale: dativul plural al declinării a III-a în -οις (-ois) (în loc de -σι  (-si)) și ἐν (en) + acuzativ (în loc de εἰς  (eis)).
Dialectele sunt, după cum urmează:
- Focian
  - Delfi
- Locrian
  - Ozolian Locris, de-a lungul coastei nord-vestice a Golfului Corintinean, în jurul Amfissei
  - Opuntian Locris, pe coasta insulei principale grecești, în partea opusă a Euboeei de nord-vest, în jurul lui Opus
- Elean
  - Olympia, în Peloponesul de Nord-Vest
- Greaca Koiné de Nord-Vest
  - dialect hibrid dintre atică și unele caracteristici din greaca nord-vestică și dorică
  - îndeosebi asociată cu Confederația Etoliană și datează din secolele II și III î.Hr.

## Diferențe între dorică și atică/Koine

### Vocalism
1. Conservarea lui ā lung (α), pe care atica/Koine l-au schimbat în ē (η), ca în γᾶ μάτηρ (gā  mātēr) "pământ mamă" — atică/Koine γῆ μήτηρ (gē mētēr).
2. Contracția ae > η (ē) în loc de aticul/Koine ᾱ  (ā).
3. eo, ea > ιο, ια (io, ia) în anumite dialecte dorice.
4. Anumite dialecte dorice ("strict dorice") au η, ω (ē, ō) pentru "diftongii falși" atici/Koine ει, ου (ei, ou) (i.e. ē lung secundar, ō lung secundar, datorită contracției sau lungirii compensatorii. Cele mai remarcabile exemple sunt genitivul singular în -ω (-ō) = -ου (-ou), acuzativul  plural în -ως (-ōs) = -ους (-ous) și  infinitivul în  -ην (-ēn) = -ειν (-ein).
5. α (a) scurt = aticul/Koine ε, în anumite cuvinte:  ἱαρός (hiaros), Ἄρταμις ('*Artamis), γα  (ga), αἰ (ai)

### Consonantism
1. Conservarea lui -τι (-ti), unde atica/Koine au -σι  (-si). Cele mai importante exemple sunt: 1) persoana a III-a singular a verbelor în μι- -ti: e.g. φατί (phāti) — atică/Koine φησί(ν)  (phēsi(n)); 2) persoana a III-a plural a prezentului și subjonctivului -nti: e.g.  λέγoντι (legonti) — atică/Koine λέγουσι(ν)  (legousi(n)); 3) "douăzeci" ϝίκατι (wīkati) — atică/Koine  εἴκοσι(ν) (eikosi(n)); și 4) sutele în -katioi: e.g.  τριακάτιοι (triākatioi) — atică/Koine τριακόσιοι  (triākosioi).
2. Conservarea lui sigma dublu -σσ- (-ss-) înainte de vocală, unde atica/Koine au -σ- (-s-), e.g. μέσσος (messos), iar atica/Koine au  μέσος (mesos).
3. Conservarea lui w inițial (ϝ), pierdut în atică/Koine. E.g.  ϝοῖκος (woikos) — atică/Koine οἶκος (oikos). Textele literare dorice și inscripțiile din epoca elenistă nu au digamma.
4. ξ (x) la formele de aorist și de viitor ale verbelor terminate în -ίζω,  -άζω (-izō, -azō) era, în atică/Koine σ (s). E.g.  ἀγωνίξατο (agōniksato) — atică/Koine ἀγωνίσατο  (agōnisato). Asemănător, κ (k) înainte de sufixe începând cu t.

### Morfologie
1. Numeralul τέτορες (tetores) "patru" în loc de aticul/Koine  τέτταρες (τέσσαρες) (tettares (tessares)).
2. Numeralul πρᾶτος (prātos) "primul" în loc de aticul/Koine  πρῶτος (prōtos).
3. Pronumele demonstrativ τῆνος (tēnos) "acesta" în loc de aticul/Koine  (ἐ)κεῖνος ((e)keinos)
4. Nominativul plural al articolului și al pronumelor demonstrative τοί  (toi), ταί (tai), τοῦτοι (toutoi),  ταῦται (tautai) în loc de aticul/Koine οἱ (hoi),  αἱ (hai), οὗτοι (houtoi), αὗται  (hautai)
5. Terminația persoanei a III-a plural a preteritului atematic ("radical") este -n, nu -san, e.g. ἔδον (edon) — atică/Koine ἔδοσαν  (edosan)
6. Persoana întâi plural în -μες, unde atica/Koine au -μεν.
7. Viitorul în -σε-ω (-se-ō) în loc de aticul/Koine -σ-ω  (-s-ō), e.g. πραξῆται (prāxētai) în loc de aticul/Koine  πράξεται (prāxetai).
8. Particula modală κα (ka) în loc de aticul/Koine ἄν (an).  N.B.: Particulele dorice αἴ κα, αἰ δέ κα, αἰ τίς κα (ai ka, ai de ka, ai tis ka) =  aticele/Koine ἐάν (ἄν), ἐὰν δέ (ἂν δέ), ἐάν τις (ἄν τις) ((e)an, (e)an de,  (e)an tis).
9. Adverbele temporale în -κα (-ka) în loc de aticele/Koine -τε  (-te): ὄκα (hoka), τόκα (toka).
10. Adverbele de loc în -ει (-ei) în loc de aticele/Koine -ου  (-ou): τεῖδε (teide), πεῖ (pei).

### Cuvinte speciale
1. λέω (λείω) (le(i)ō) "a vrea"; δράω (draō) "a face",  πάομαι (paomai) = κτάομαι (ktaomai) "a dobândi"